# Lidia León Esteban
Lidia León Esteban   (Lliçà d'Amunt, 1972 - Barcelona, 13 de desembre de 2014) va ser una activista pels drets de les persones sordcegues i escriptora catalana. Patia de neurofibromatosi tipus II, una malaltia hereditària degenerativa que van detectar-li als 17 anys. Malgrat el ràpid avanç dels símptomes, va poder graduar-se en Educació social. Va ocupar el càrrec de subdelegada per Catalunya a l'Associació de Sordcecs d’Espanya.
El març de 2023, va ser una de les personalitats homenatjades per l'Ajuntament de Barcelona en la campanya Ciutat de Dones.

## Publicacions
- Resultado final.  Barcelona: Salvatella, 2001. ISBN 84-8412-159-3.
- ¡Mucha guerra por dar!.  Barcelona: Salvatella, 2013. ISBN 978-84-8412-644-7.